# Liste der Poets Laureate der Library of Congress
Diese Liste nennt alle Consultant in Poetry und Poet Laureate der Library of Congress mit Jahr der Ehrung und Lebensdaten.
- 1937–1941 Joseph Auslander (1897–1965)
- 1943–1944 Allen Tate (1899–1979)
- 1944–1945 Robert Penn Warren (1905–1989)
- 1945–1946 Louise Bogan (1897–1970)
- 1946–1947 Karl Shapiro (1913–2000)
- 1947–1948 Robert Lowell (1917–1977)
- 1948–1949 Léonie Adams (1899–1988)
- 1949–1950 Elizabeth Bishop (1911–1979)
- 1950–1952 Conrad Aiken (1889–1973)
- 1952 William Carlos Williams (1883–1963)
- 1956–1958 Randall Jarrell (1914–1965)
- 1958–1959 Robert Frost (1874–1963)
- 1959–1961 Richard Eberhart (1904–2005)
- 1961–1963 Louis Untermeyer (1885–1977)
- 1963–1964 Howard Nemerov (1920–1991)
- 1964–1965 Reed Whittemore (1919–2012)
- 1965–1966 Stephen Spender (1909–1995)
- 1966–1968 James Dickey (1923–1997)
- 1968–1970 William Jay Smith (1918–2015)
- 1970–1971 William Stafford (1914–1993)
- 1971–1973 Josephine Jacobsen (1908–2003)
- 1973–1974 Daniel Hoffman (1923–2013)
- 1974–1976 Stanley Kunitz (1905–2006)
- 1976–1978 Robert Hayden (1913–1980)
- 1978–1980 William Meredith (1919–2007)
- 1981–1982 Maxine Kumin (1925–2014)
- 1982–1984 Anthony Hecht (1923–2004)
- 1984–1985 Robert Fitzgerald (1910–1985)
- 1984–1985 Reed Whittemore (1919–2012)
- 1985–1986 Gwendolyn Brooks (1917–2000)
- 1986–1987 Robert Penn Warren (1905–1989)
- 1987–1988 Richard Wilbur (1921–2017)
- 1990–1991 Mark Strand (1934–2014)
- 1991–1992 Joseph Brodsky (1940–1996)
- 1992–1993 Mona Van Duyn (1921–2004)
- 1993–1995 Rita Dove (1952– )
- 1995–1997 Robert Hass (1941– )
- 1997–2000 Robert Pinsky (1940– )
- 1999–2000 Rita Dove (1952– ), Louise Glück (1943–2023) und W. S. Merwin (1927–2019) Special Bicentennial Consultants
- 2000–2001 Stanley Kunitz (1905–2006)
- 2001–2003 Billy Collins (1941– )
- 2003–2004 Louise Glück (1943–2023)
- 2004–2006 Ted Kooser (1939– )
- 2006–2007 Donald Hall (1928–2018)
- 2007–2008 Charles Simic (1938–2023)
- 2008–2010 Kay Ryan (1945– )
- 2010–2011 W. S. Merwin (1927–2019)
- 2011–2012 Philip Levine (1928–2015)
- 2012–2014 Natasha Trethewey (1966– )
- 2014–2015 Charles Wright (1935– )
- 2015–2017 Juan Felipe Herrera (1948– )
- 2017–2019 Tracy K. Smith (1972- )
- 2019–2022 Joy Harjo (1951– )
- seit 2022 Ada Limón (1976– )

## Quelle
- Library of Congress, dort auch Kurzlebenläufe.